# Somkerék
Somkerék (románul Șintereag, németül Simkragen, erdélyi szász nyelven Simkroang) falu Romániában, Beszterce-Naszód megyében.

## Fekvése
Bethlentől 10 km-re keletre, a Sajó jobb partján fekszik.

## Története

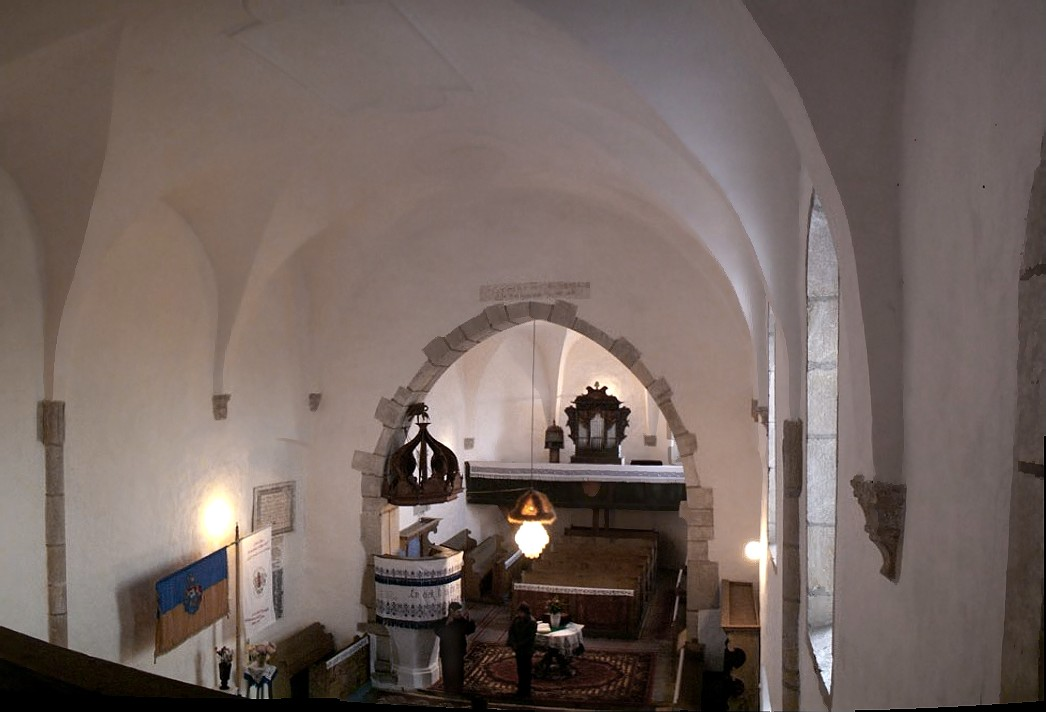
Református templombelső

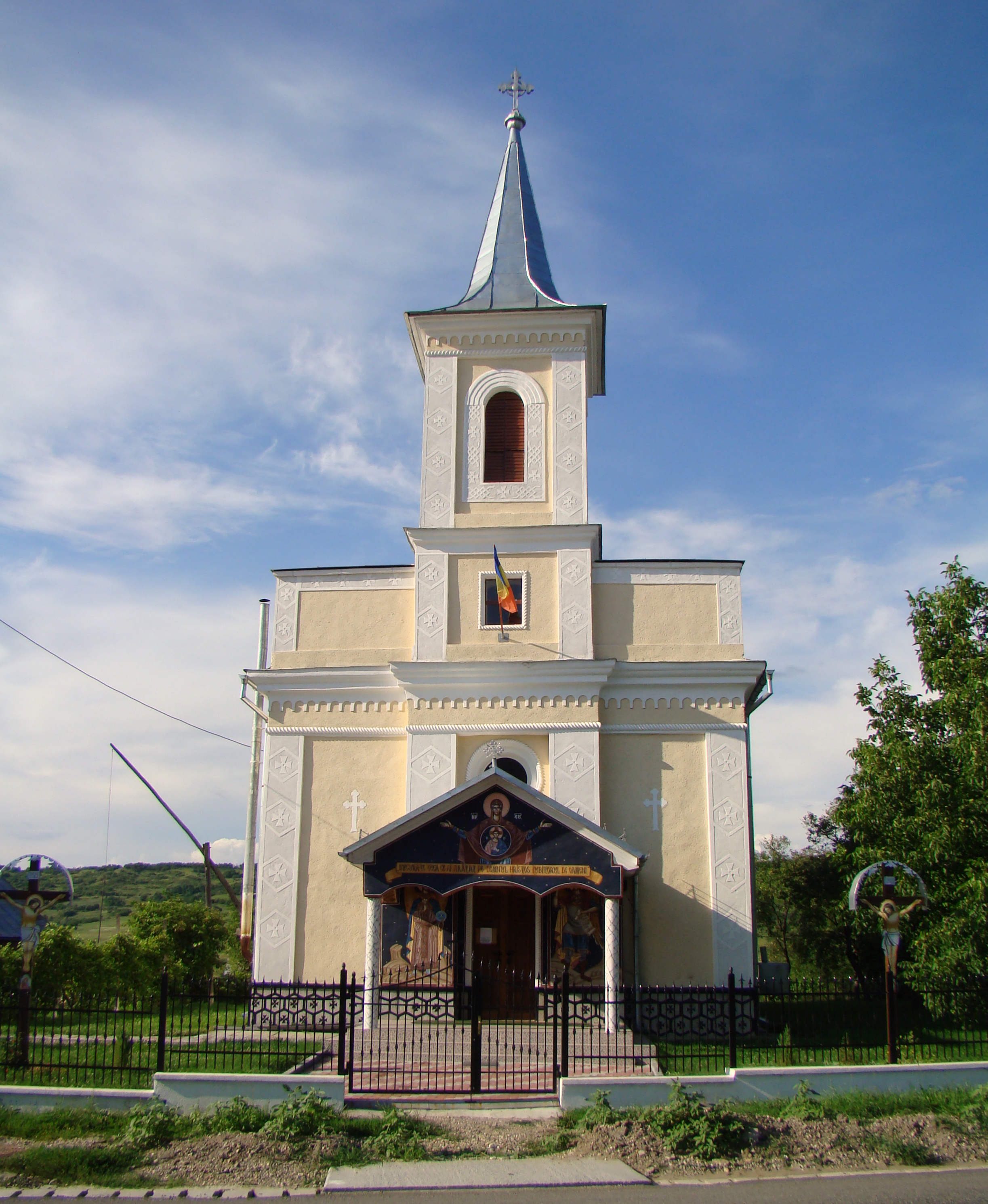
Ortodox templom 1894-ből

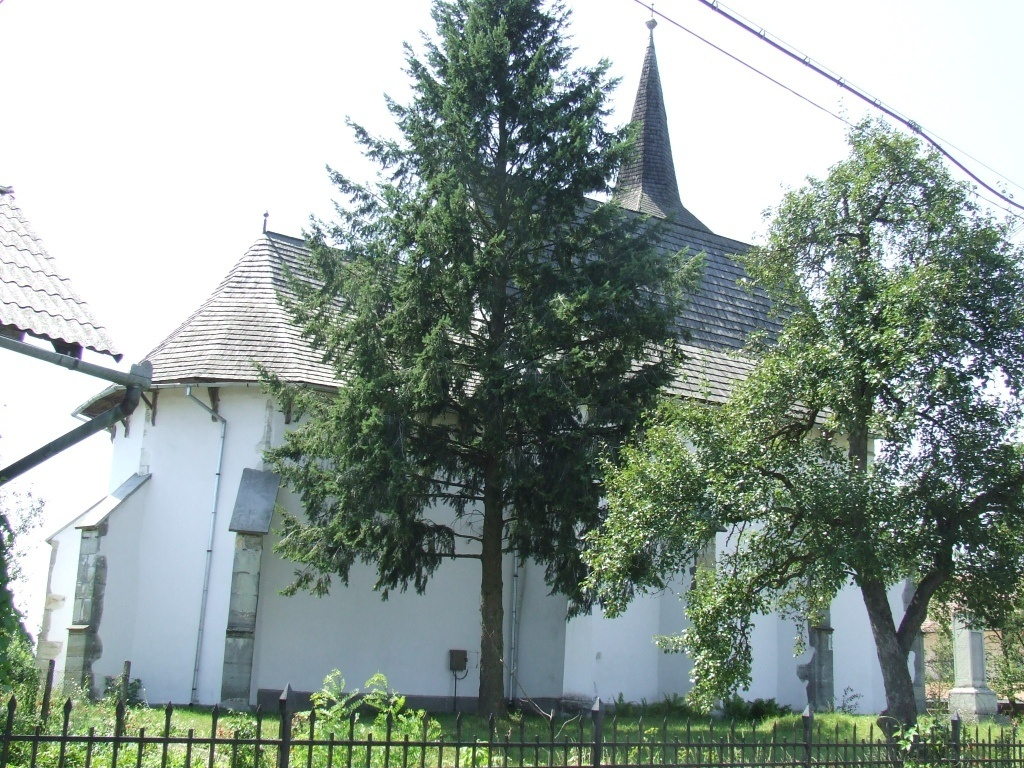
A somkeréki református templom

Nevét az oklevelekben 1332-ben Zumkerech néven említették először. A település ősi birtokosai a Becsegergely nemzetséghez tartozó Somlerekiek voltak. Ősük, Beche még a 13. században élt, akiről a birtok 1304-ben fiaira, Lászlóra, Mihályra és Becsére szállt.
1410-ben Zsigmond király a Somkerekieknek megengedte, hogy uradalmukon várat építhessenek, majd 1412-ben Somkereki Antalnak és testvérének - aki magát először nevezte Erdélyinek minden hétfőre hetivásárt is engedélyezett.
1446-ban Somkereki Erdélyi Antal fiai osztoztak meg a Somkereki Erdélyi család birtokán.
1463-ban Somkereki Istvánt erdélyi vajdaként említették.
1514-ben Erdélyi Miklósnak állt itt udvarháza. A Somkereki Erdélyiek után később a település nagyobb birtokosai a Bethlenek és a Kornisok voltak.
1661-ig a fennmaradt adatok szerint lakossága tisztán magyar volt. Ekkor a török-tatár hadak a községet templomával együtt teljesen felégették, lakóit rabláncra fűzve hurcolták rabságba. Azonban valószínű hamarosan újraépült, mivel 1664-ben a vármegye már itt tartotta közgyűléseit.
1848 tavaszán gróf Kornis Gábor parancsnoksága alatt a településen 21 fegyveres nemzetőr ajánlotta fel szolgálatát a haza oltalmazására, majd még ez év június 24-én estére Bem is ide érkezett hadseregével.
1910-ben 1098, többségben magyar lakosa volt, jelentős román kisebbséggel. A trianoni békeszerződésig Szolnok-Doboka vármegye Bethleni járásához tartozott.
1992-ben társközségeivel együtt 3920 lakosából 3392 román, 371 magyar, 141 cigány és 1 német volt.
A 2002-es népszámláláskor 933 lakosa közül 685 fő (73,4%) román, 244 (26,2%) magyar, 2 (0,2%) ukrán, 1 (0,1%) cigány, 1 (0,1%) ismeretlen nemzetiségű volt.

## Nevezetességek
- Erődített református temploma 1333-ban épült. a 15. században gótikus stílusban átépítették. A 17. században már református. Ismertebb lelkészek: Bölöni Sámuel (1719–1782), Gyenge György (1935–1943), Varga László (1969–1975), Hermán Mostert János (1976–1978). Jelenlegi lelkésze Felszegi Imre (2001-től).

## Néprajz
- Somkerék népviseletéről a 20. században jegyezték fel:

Ruházatuk télen házilag szőtt fehér czondra-posztó nadrág vagy harisnya, a fiatalság módosabb részének kék és fekete posztó, a szegényebbek és idősebbek szürke czondra kabátot, fehér vagy fekete köpenyeget, fekete báránybőrsapkát, s csizmát viselt.
Nyáron vászon és piké nadrágban, s ugyanilyen kabátban jártak, azonban nagy részük öltözete az ing, hosszú szárú lábravaló és rövid posztókabát.
- Lakóházaikat, gazdasági épületeiket többnyire fából, zsindelytetővel építették.

## Híres emberek
- Itt született 1910-ben Demeter Béla magyar újságíró és szociográfus.